# Dowództwo Operacyjne Rodzajów Sił Zbrojnych

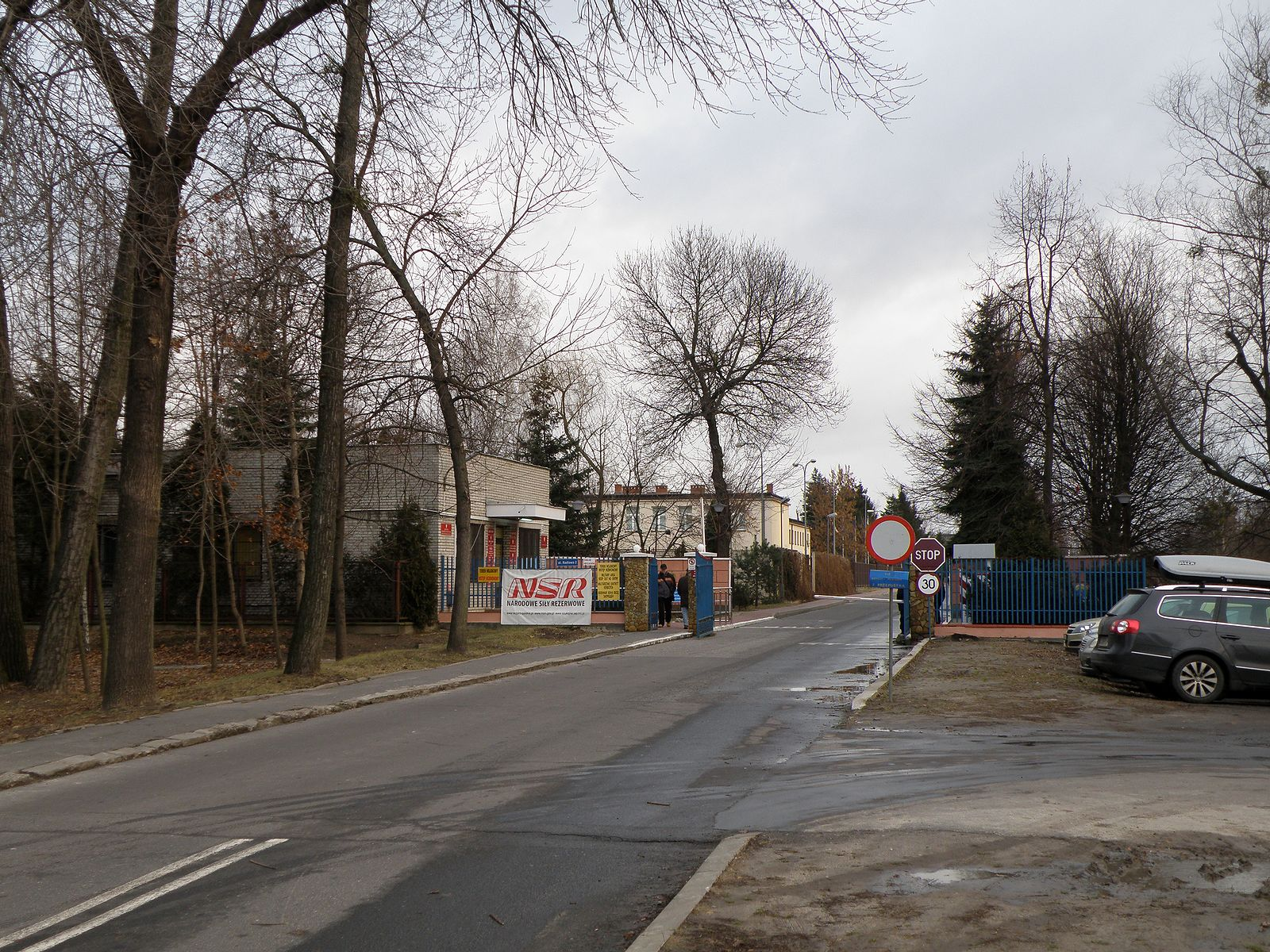
Brama do kompleksu budynków przy ul. Radiowej 2

Dowództwo Operacyjne Rodzajów Sił Zbrojnych im. generała Bronisława Kwiatkowskiego (DORSZ) – jednostka organizacyjna wojska, przy pomocy której swoje zadania wykonuje Dowódca Operacyjny Rodzajów Sił Zbrojnych, odpowiedzialny za dowodzenie operacyjne Siłami Zbrojnymi przekazanymi w jego podporządkowanie zgodnie z decyzją Ministra Obrony Narodowej.
Siedziba Dowództwa znajduje się w Warszawie na Bemowie przy ul. Radiowej 2.

## Historia
Dowództwo Operacyjne utworzono 22 października 2003 na mocy decyzji Ministra Obrony Narodowej. Jednostka osiągnęła pełną gotowość do wykonywania zadań 30 czerwca 2005, a 1 lipca przejęła dowodzenie siłami biorącymi udział w operacjach wspierania pokoju i stabilizujących na świecie. Zgodnie z ustawą z dnia 24 maja 2007 o zmianie ustawy o powszechnym obowiązku obrony Rzeczypospolitej Polskiej oraz o zmianie niektórych innych ustaw zostało 4 lipca 2007 przekształcone w Dowództwo Operacyjne Sił Zbrojnych. Niedługo potem Centrum Koordynacji Ruchu Wojsk – Szefostwo Transportu i Ruchu Wojsk przekazano w podporządkowanie Inspektoratowi Wsparcia Sił Zbrojnych. Z dniem 1 stycznia 2014 r. na podstawie art. 13 ustawy o zmianie ustawy o urzędzie Ministra Obrony Narodowej oraz niektórych innych ustaw (Dz.U. z 2013 r. poz. 852) Dowództwo Operacyjne Sił Zbrojnych (DOSZ) przeformowano w Dowództwo Operacyjne Rodzajów Sił Zbrojnych (DORSZ).
Decyzją nr 58/MON z dnia 10 kwietnia 2019 r. Dowództwo Operacyjne RSZ otrzymało imię generała Bronisława Kwiatkowskiego.

Insygnia
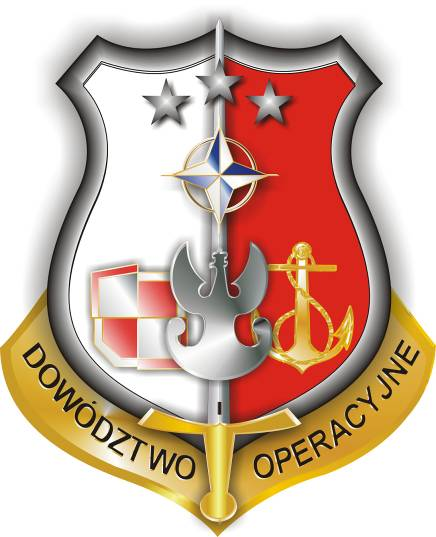
Logo i odznaka pamiątkowa DOSZ
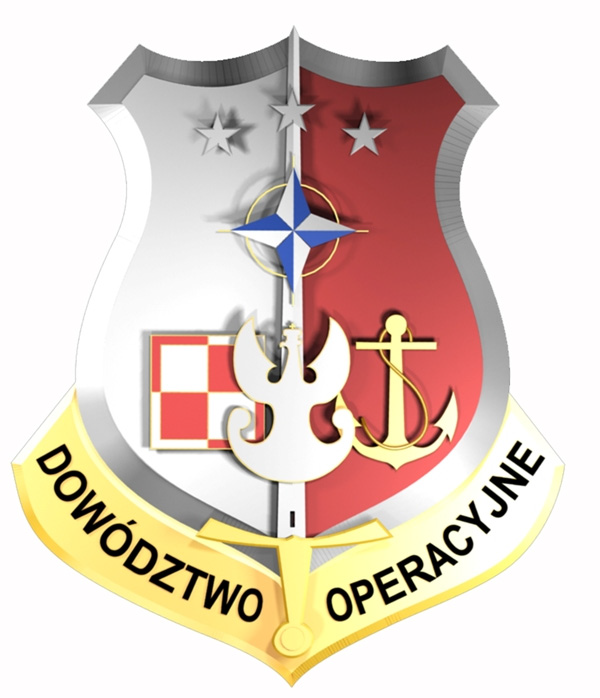
Logo i odznaka pamiątkowa DORSZ (wzór 2014)
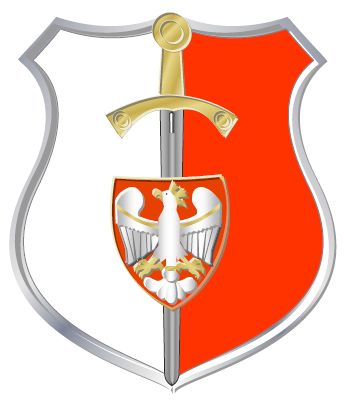
Oznaka rozpoznawcza na mundur wyjściowy (wzór 2014)
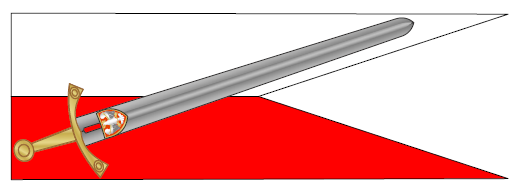
Proporczyk na beret (wzór 2014)

## Zadania
- dowodzenie polskimi kontyngentami wojskowymi w misjach i operacjach
- planowanie użycia sił w operacjach kryzysowych militarnych i niemilitarnych
- szkolenie i zgrywanie dowództw oraz sił wydzielonych komponentów rodzajów Sił Zbrojnych w operacjach połączonych
- kierowanie siłami dyżurnymi Zintegrowanego Systemu Rozpoznania Sił Zbrojnych
- monitorowanie gotowości narodowych komponentów wydzielanych do Sił Odpowiedzi NATO

## Struktura organizacyjna
- Dowództwo
  - Pion Operacyjny
    - Zarząd Rozpoznania i Walki Elektronicznej
    - Zarząd Operacyjny

  - Pion Planowania
    - Zarząd Planowania
    - Zarząd Szkolenia

  - Pion Wsparcia
    - Zarząd Zasobów Osobowych
    - Zarząd Logistyki
    - Zarząd Łączności i Informatyki

## Obsada personalna[3]
Dowódcy Operacyjni Sił Zbrojnych
- gen. broni Henryk Tacik (15 XII 2004 – 20 IV 2007)
- gen. broni Bronisław Kwiatkowski (20 IV 2007 – 10 IV 2010)
- gen. broni Edward Gruszka (20 V 2010 – 20 V 2013)
- gen. broni Marek Tomaszycki (20 V 2013 – 31 XII 2013)[4]

Dowódcy Operacyjni Rodzajów Sił Zbrojnych
- gen. broni Marek Tomaszycki (1 I 2014 – 31 XII 2016)[5]
- gen. broni Sławomir Wojciechowski (1 I 2017 – 7 IX 2018)[6][7]
- gen. broni Tomasz Piotrowski (8 IX 2018 – 10 X 2023)[8][9][10]
- gen. broni Maciej Klisz (10 X 2023 – obecnie)[11]

Zastępcy Dowódcy OSZ/ORSZ
- wiceadm. Marian Prudzienica (2004–2007)
- gen. bryg. pil. Piotr Luśnia (2007–2008)
- gen. dyw. pil. Sławomir Dygnatowski (2008–2010)
- gen. dyw. Zbigniew Galec (2010–2011)
- gen. dyw. Jerzy Michałowski (2012–2013)
- gen. bryg. Grzegorz Duda[12] (2013–2015)
- gen. bryg. Sławomir Wojciechowski (2015–2016)
- gen. dyw. pil. Tadeusz Mikutel (2017–2020)[13]
- gen. dyw. pil. Dariusz Malinowski (od 2020)

Oficerowie
- gen. bryg. Marcin Żal – zastępca szefa sztabu ds. planowania
- kontradm. Jarosław Zygmunt – szef Centrum Wsparcia
- kmdr Jarosław Miłowski – szef Oddziału Operacji Morskich